# Misty Moon
『Misty Moon』（ミスティ・ムーン）は2007年8月22日に発売された純名りさ2作目のオリジナル・アルバム。

## 解説
発売当時の名義は純名りさ（後に純名里沙に戻る）。前作『Propose』以来12年ぶりのリリースとなった本作は、クラシカル・クロスオーバーのアルバムとなった。

## 収録曲
全編曲：船山基紀
1. Over the Rainbow
～ミュージカル映画「オズの魔法使」より
作詞：Yip Harburg　作曲：Harold Arlen
2. 月の庭
作詞・作曲：松本俊明
3. Stranger in Paradise
～ミュージカル『キスメット（英語版）」より
作詞：George Forest　作曲：Robert Wright
4. SWAN［白鳥］
～組曲「動物の謝肉祭」より
作曲：カミーユ・サン＝サーンス
5. Moon River（Japanese Version）
～映画「ティファニーで朝食を」より
作詞：Johnny Mercer　作曲：Henry Mancini
日本語訳：森雪之丞
6. Calling You
～映画「バグダッド・カフェ」より
作詞・作曲：ボブ・テルソン（英語版）
7. Smile
～映画「モダン・タイムス」より
作詞：ジョン・ターナー/ジェフリー・パーソンズ
作曲：チャールズ・チャップリン
8. Ave Maria
作曲：シャルル・グノー
9. Moon River
～映画「ティファニーで朝食を」より
作詞：Johnny Mercer　作曲：Henry Mancini

## 主な参加ミュージシャン
- 純名里沙 - ボーカル